# Maya Rudolph
Maya Khabira Rudolph (Gainesville, 27 de julho de 1972), conhecida como Maya Rudolph é uma atriz, comediante e cantora norte-americana. Maya Rudolph iniciou sua carreira em meados dos anos 90, como membro da banda de rock alternativo The Rentals, antes de se juntar à trupe de teatro de improvisação "The Groundlings", no final da década. De 2000 a 2007, Maya Rudolph fez parte do elenco de Saturday Night Live, tornando-se conhecida por sua grande variedade de imitações. De lá pra cá, atuou em vários filmes como Idiocracia, Away We Go, Bridesmaids, Grown Ups, A Prairie Home Companion e MacGruber. Em 2011, coestrelou a sitcom do canal de televisão NBC Up All Night.

## Biografia
Maya Rudolph nasceu em Gainesville, na Flórida, filha da cantora e compositora de R&B e soul music Minnie Riperton e do produtor musical Richard Rudolph. Ela tem ascendência afro-americana por parte de mãe e judia asquenazi por parte de pai.
Os pais de Maya se mudaram para Los Angeles, Califórnia, quando ela e seu irmão mais velho, Marc Rudolph, eram muito jovens, e eles cresceram principalmente no bairro de Westwood. Perto do final da música "Lovin' You", Minnie Riperton pode ser ouvida cantando "Maya" uma e outra vez. Minnie Riperton incorporou isso em sua performance da música no "The Midnight Special". Sua mãe morreu em 12 de julho de 1979, aos 31 anos, vítima de um câncer de mama. A madrinha de Maya era a cantora de R&B Teena Marie. Em 1990, Maya Rudolph se formou na Crossroads School em Santa Mônica, Califórnia, onde ela fez amizade com os colegas Gwyneth Paltrow e Jack Black, e continuou seus estudos na Universidade da Califórnia, Santa Cruz, onde se graduou em 1995, com um bacharelado em Artes.

## Vida pessoal
Maya Rudolph mantém um relacionamento com o diretor Paul Thomas Anderson desde 2001, e apesar de não serem legalmente casados, ela o chama de marido. Eles moram juntos com seus quatro filhos. Eles têm três filhas e um filho: Pearl (nascida em 2005), Lucille (nascida em 2009), Jack (nascido em 2011) e Minnie (nascida em 2013).

## Filmografia

### Filmes
| Ano  | Título                                     | Papel                   | Nota                |
| ---- | ------------------------------------------ | ----------------------- | ------------------- |
| 1997 | As Good as It Gets                         | Policial                |                     |
| 1997 | Gattaca                                    | Enfermeira Delivery     |                     |
| 2000 | Chuck & Buck                               | Jamilla                 |                     |
| 2000 | Duets                                      | Karaoke Hostess         |                     |
| 2003 | Duplex                                     | Tara                    |                     |
| 2004 | Wake Up, Ron Burgundy: The Lost Movie      | Kanshasha X             |                     |
| 2004 | 50 First Dates                             | Stacy                   |                     |
| 2006 | A Prairie Home Companion                   | Molly                   |                     |
| 2006 | Idiocracy                                  | Rita                    |                     |
| 2007 | Shrek the Third                            | Rapunzel                | Voz                 |
| 2009 | Away We Go                                 | Verona De Tessant       |                     |
| 2010 | MacGruber                                  | Casey Fitzpatrick       |                     |
| 2010 | Grown Ups                                  | Deanne McKenzie         |                     |
| 2011 | Bridesmaids                                | Lillian Donovan         |                     |
| 2011 | Zookeeper                                  | Mollie                  | Voz                 |
| 2011 | Friends with Kids                          | Leslie                  |                     |
| 2013 | The Way, Way Back                          | Caitlyn                 |                     |
| 2013 | Grown Ups 2                                | Deanne McKenzie         |                     |
| 2013 | Turbo                                      | Burn                    |                     |
| 2014 | The Nut Job                                | Precious                |                     |
| 2014 | Inherent Vice                              | Petunia Leeway          |                     |
| 2014 | Big Hero 6                                 | Aunt Cass               | Voz                 |
| 2015 | Strange Magic                              | Griselda                | Voz                 |
| 2015 | Maggie's Plan                              | Felicia                 |                     |
| 2015 | A Very Murray Christmas                    | Lounge Singer           |                     |
| 2015 | Sisters                                    | Brinda                  |                     |
| 2016 | Mr. Pig                                    | Eunice                  |                     |
| 2016 | The Angry Birds Movie                      | Matilda                 | Voz                 |
| 2016 | The Angry Birds Movie                      | Poppyc                  | Voz (não creditada) |
| 2016 | Popstar: Never Stop Never Stopping         | Deborah                 |                     |
| 2016 | My Entire High School Sinking Into the Sea | Verti                   | Voz                 |
| 2017 | CHiPs                                      | Sargento Gail Hernandez |                     |
| 2017 | We Don't Belong Here                       | Joanne                  |                     |
| 2017 | The Emoji Movie                            | Smiler                  | Voz                 |
| 2017 | The Nut Job 2: Nutty by Nature             | Preciosa                | Voz                 |
| 2018 | Life of the Party                          | Christine Davenport     |                     |
| 2018 | The Happytime Murders                      | Bubbles                 |                     |
| 2019 | The Lego Movie 2: The Second Part          | Mãe / Dorothy Gale      | Voz                 |
| 2019 | Wine Country                               | Naomi                   |                     |
| 2019 | The Angry Birds Movie 2                    | Matilda                 | Voz                 |
| 2020 | The Willoughbys                            | Nanny (voz)             |                     |
| 2020 | Hubie Halloween                            | Mrs. Hennessey          |                     |
| 2021 | Connected                                  | Linda Mitchell (voz)    |                     |
| 2021 | Luca                                       | Daniela Peguro (voz)    |                     |
| 2022 | Desencantada                               | Malvina Monroe          |                     |